# بادمافاتي
بادمافاتي هو فيلم ملحمي تاريخي تم إنتاجه في الهند وصدر في سنة 2018. الفيلم من إخراج وسيناريو سانجاي ليلا بهنسالي. الفيلم يرتكز على الملحمة الشعرية التي كتبها الشاعر الصوفي مالك محمد جياسي في القرن السادس عشر والتي تحمل اسم (بادمافاتي). من بطولة الممثلة ديبيكا بادوكون التي مثلت دور راني بادمافاتي ملكة راجبوت والتي عُرفت بجمالها الشديد، وهي زوجة الأمير راتان سينغ والذي قام بدوره شاهيد كابور. كما أن الفيلم من بطولة رانفير سينغ الذي قام بدور علاء الدين الخلجي الذي سمع بجمال بادمافاتي مما دفعه للهجوم على مملكتها. وتدور أحداث الفيلم بالقرن الرابع عشر الميلادي.
بلغت ميزانية إنتاج الفيلم 2.15 مليار ₹ (32 مليون $) وهو رابع أغلى فيلم هندي على الإطلاق. في البداية كان من المقرر إطلاق الفيلم 1 ديسمبر 2017، لكن واجه الفيلم العديد من الخلافات واحتجاجات عنيفة؛ أدى لتأخير إطلاق الفيلم لموعد غير محدد. في نهاية المطاف وافق المجلس المركزي لشهادة الأفلام على الفيلم مع بعض الشروط مثل تغيير عنوان الفيلم وإضافة إخلاء المسؤولية المتعددة. بعد ذلك تم وضع موعد جديد للإطلاق في 25 يناير 2018. وتم اطلاقه بصيغة 2D و3D وIMAX 3D، مما يجعله أول فيلم هندي يتم إصداره في صيغة IMAX 3D.
تلقى بادمافاتي مراجعات مختلطة، حيث أشاد النقاد بالمشاهد البصرية والتصوير السينمائي وتمثيل سينج لشخصية الخلجي، لكنهم انتقدوا القصة وتنفيذها وطولها والالتزام بالنظم الأبوية التقليدية. كما أن النقاد لم يعجبهم تصوير الخلجي كملك مسلم شرير نمطي وراتان سينغ كملك هندوسي خَيِّر. على الرغم من عدم إطلاقه في بعض ولايات الهند، إلا أنه حقق أكثر من 5.85 مليار روبية (81 مليون دولار أمريكي) في شباك التذاكر، ليصبح نجاحًا تجاريًا وواحدًا من الأفلام الهندية الأعلى ربحًا على الإطلاق.

## قائمة الممثلين
- ديبيكا بادوكون
- شاهيد كابور
- رانفير سينغ
- أديتي راو حيدري

## القصة
يظهر كيف استولى السلطان علاء الدين الخلجي (رانفير سينغ) على السلطة وقتل السلطان السابق بطريقة جنونية وجريئة. في مملكة أخرى وبسبب خلاف بين راتان سينغ زوج بادمافاتي ومعلمه الذي كان يتلصص ليرى زوجته وجمالها قام الملك بطرده من القصر، ولذلك قرر المعلم أن ينتقم منه على طريقته الخاصة فحاول التقرب من السلطان علاء الدين، وبدأ يحدثه عن جمال بادمافاتي وسحرها، وأن لا يوجد امرأه على وجه الأرض أجمل منها.
سيطر الفضول على السلطان فقرر غزو راجبوت ليرى وجه بادمافاتي لكنه فشل رغم حصارها لمدة 6 شهور، ثم قام بخطف زوجها بعدما نفذ حيلة بإظهار الود للملك، وطلب مقابل تحرير زيارة بادمافتي إلى دلهي مقر علاء الدين. قبلت الملكة بالشرط ولكنها بالمقابل طلبت 3 شروط وهي رأس المعلم الخائن، وأن يأتي معها 500 من الوصيفات المرافقات وهي حيلة لإدخال الجيش لقصر علاء الدين، وأخيراً يجب أن ترى الملك قبل مقابلة علاء الدين. وافق علاء الدين على كل الشروط ونجحت الحيلة التي نفذتها الملكة، ولم يستطع علاء الدين رؤية وجه بادمافاتي. وبعدها أرسل الجيش مرة أخرى إلى راجبوت ولكن هذه المرة بعدد أكبر ومع المجانيق حرق راجبوت ودمر أسوارها، ودخل في حرب كبيرة كل ذلك من أجل السماح له برؤية وجهها فقط. وتتوالى الأحداث حتى نهاية الفيلم حيث يُقتل الملك بالغدر وتلحق به بادمافاتي مع جميع نساء القبيلة حسب التقاليد الهندية القديمة مع محاولات السلطان لرؤيتها أيضاً، وتسمى هذه العادة بالـ«جاهيور».

## قضايا جدلية
زعمت جماعات هندوسية متطرفة أن الفيلم لا يحترم ثقافتهم حيث يحكي عن قصة حب بين ملك مسلم وملكة هندوسية. بسبب ذلك أرجئ إطلاق الفيلم في دور العرض لشهرين. وقد أحرق محتجون مركبات وهاجموا دور سينما مطالبين بوقف العرض.

## الدقة التاريخية

### الاختلافات عن قصيدةPadmaavat
الفيلم مرتكز على قصيدة ملحمية تدعى Padmavat كتبها الشاعر الصوفي مالك محمد جياسي في 1540. القصيدة بدورها هي تصوير تخيلي لحصار علاء الدين الخلجي سنة 1303 لتشيتورجاره في راجبوتانا (راجستان في الوقت الحالي). وفقا للقصيدة، قاد الخلجي سلطان دلهي، حصارا ضد حصن شيتور بدافع رغبته في أسر الملكة بادميني (تسمى بادمافاتي في الفيلم)، وهي الزوجة الجميلة للملك راتان سين (يسمى راتان سينج في الفيلم)، وهو حاكم ميوار. بعد قيام الخلجي بالحصار بنجاح، ارتكبت بادمافاتي جوهار (التضحية بالنفس لتجنب الاستعباد) لحماية شرفها من الحاكم المسلم.
- ويظهر الفيلم بادمافاتي كابنة ملك سينغال. [بحاجة لمصدر] وفقا لـ Padmavat، فإن بادمافاتي كانت شقيقة الملك، وتزوجها راتان سينغ بعد هزمه الملك في لعبة شطرنج.[19]
- في الفيلم، تم نفي Chetan برغبة بادمافاتي.[20] إلا أنه في Padmavat غادر ميوار من تلقاء نفسه خوفا من غضب راتان سينغ.[19]
- في الفيلم، تسافر بادمافاتي إلى دلهي من أجل إنقاذ راتان سينغ.[21] في Padmavat، فقط خدمة راتان سينغ المخلصين غورا وبادال هما من قاما بالسفر إلى دلهي جنبا إلى جنب مع أتباعهم لإنقاذ راتان سينغ.[19]
- في ذروة الفيلم يظهر راتان سينغ يتعرض للقتل من قبل قوات علاء الدين الخلجي بينما كان يشارك في معركة ضد الخلجي وهو على وشك إلحاق الهزيمة به. وفقا لـ Padmavat، راتان سينغ لم يخض معركة ضد الخلجي ومات في معركة ضد الملك Devpal من Kumbalner قبل أن يهاجم الخلجي حصن شيتور.[22]

### تصوير علاء الدين الخلجي
تعرض تصوير الخلجي في الفيلم لانتقادات من قبل المؤرخين والنقاد بسبب المغالطات التاريخية والجغرافية وعدم الالتزام بتصوير ملحمة Padmavat بصورة صحيحة. قبل صعودهما إلى العرش، كان جلال الدين، وعلاء الدين الخلجي يعرفان باسم «مالك Feroze» و«علي Gurshasp»، على التوالي. جلال الدين الخلجي تم تصويره كرجل مغرور، ماكر وقاسي. كان في الواقع معروفا بكونه حاكما متواضعا وتقيا. اعتلى جلال الدين عرش دلهي في 1290 فقط لإنهاء الفوضى التي تلت وفاة السلطان غياث الدين ألغ خان. لم يكن طموحا بطبيعته ولم يقد هجوما على سلطنة دلهي من غزنة بأفغانستان. في الفيلم، يظهر علم سلطنة دلهي باللون الأخضر مع هلال أبيض. في الواقع كان العلم أخضر مع شريط أسود عموديا على اليسار. ويظهر الفيلم فشل مؤامرة اغتيال من قبل ابن شقيق علاء الدين، حيث يصاب السلطان بشدة، ولكن لا شيء من هذا قد حدث فعلا. كتبت المؤرخة Rana Safvi أن الخلجي كان متطورا وليس بربريا كما صور في الفيلم. المؤرخ محمد صفي الله كذلك انتقد التصوير الضمني لعلاقة مثلية الجنس بين الخلجي وعبده مالك كافور. أيضا المؤرخة Archana Ijha من جامعة دلهي انتقدت منظر وملابس الخلجي في الفيلم.

## الميزانية والإيرادات
بلغت تكلفة إنتاج الفيلم حوالي 33 مليون دولار بينما حقق إيرادات تقدر بـ 89.8 مليون دولار.

## وصلات خارجية
- بادمافاتي على موقع IMDb (الإنجليزية)
- بادمافاتي على موقع روتن توميتوز (الإنجليزية)
- بادمافاتي على موقع ألو سيني (الفرنسية)
- بادمافاتي على موقع أول موفي (الإنجليزية)
- بادمافاتي على موقع بوكس أوفيس موجو (الإنجليزية)
- بادمافاتي على موقع قاعدة بيانات الفيلم (الإنجليزية)
- بادمافاتي على موقع ليتربوكسد (الإنجليزية)
- بادمافاتي على موقع كينوبويسك (الروسية)